# Аджикенд
Аджике́нд (азерб. Hacıkənd) — посёлок в административном подчинении города Гянджа, Азербайджан. Посёлок расположен в 25 км от узловой железнодорожной станции Гянджа. Является анклавом города Гянджи в Гейгельском районе.
Статус посёлка городского типа с 1943 года.

## Население
| 1959 | 1970 | 1979 | 1989 | 2011 |
| ---- | ---- | ---- | ---- | ---- |
| 846  | 676  | 619  | 1223 | 400  |

## Культура
С 2019 года проводится Национальный фестиваль «Yaylaq».